# Улица Валмиерас (Рига)
Улица Ва́лмиерас (латыш. Valmieras iela) — улица в Латгальском предместье города Риги, в историческом районе Авоты (небольшой участок после пересечения с ул. Августа Деглава относится к Гризинькалнсу). Начинается у железнодорожной линии, от перекрёстка с улицей Гертрудес, где является продолжением улицы Сатеклес, и пролегает в северо-восточном направлении до улицы Пернавас. Общая длина улицы Валмиерас составляет 988 метров.
Является одной из важнейших транспортных магистралей своего района, на всём протяжении асфальтирована. Движение двустороннее (по 1-2 полосы в каждом направлении). По улице проходят маршруты автобуса № 51, 52 и 63, а на ул. Матиса есть остановка «Valmieras iela».

## История
Нынешняя улица Валмиерас возникла в середине XIX века; её старейшим названием является Иудейская улица (нем. Judenstrasse, латыш. Jūdu iela). С 1868 года появляется иное название — улица Песчаных Горок (нем. Sandbergstrasse, латыш. Smilšu kalnu iela). Первоначально эта улица проходила от Большой Кузнечной (ныне ул. Гертрудес) до Лагерной (ныне ул. Матиса); позднее продлена до Румпенгофской (ныне улица Августа Деглава), а в 1960-е годы соединена с улицей Пернавас.
В 1885 году улица получила своё нынешнее название — в честь города Валмиера, в то время называвшегося Вольмар (рус. Вольмарская улица, нем. Wolmarsche Strasse), которое более не изменялось.
Застройка улицы в целом сохранилась с начала XX века; значительную её часть составляют промышленные здания.

## Примечательные объекты
- Квартал по чётной стороне между улицами Бруниниеку и Матиса занимают корпуса бывшего Русско-Балтийского вагонного завода.
- Дом № 2 — корпуса бывшего молочного завода Рижского молочного комбината (ранее также принадлежавшие вагонному заводу; в настоящее время подготовлен проект реконструкции в торгово-рекреативную территорию)[7].
- Дом № 16 — бывший доходный дом (1896, архитектор Карл Гейнрих Эмке).
- Дом № 28 — бывший доходный дом (1903, архитектор К. И. Фельско; капитально отремонтирован в 2013)[8].
- Дом № 47 — бывший деревянный доходный дом (1897-1898, архитектор К. Пекшенс; реставрирован в 2020 (архитекторы Агнесе Лаце, Инесе Буша).

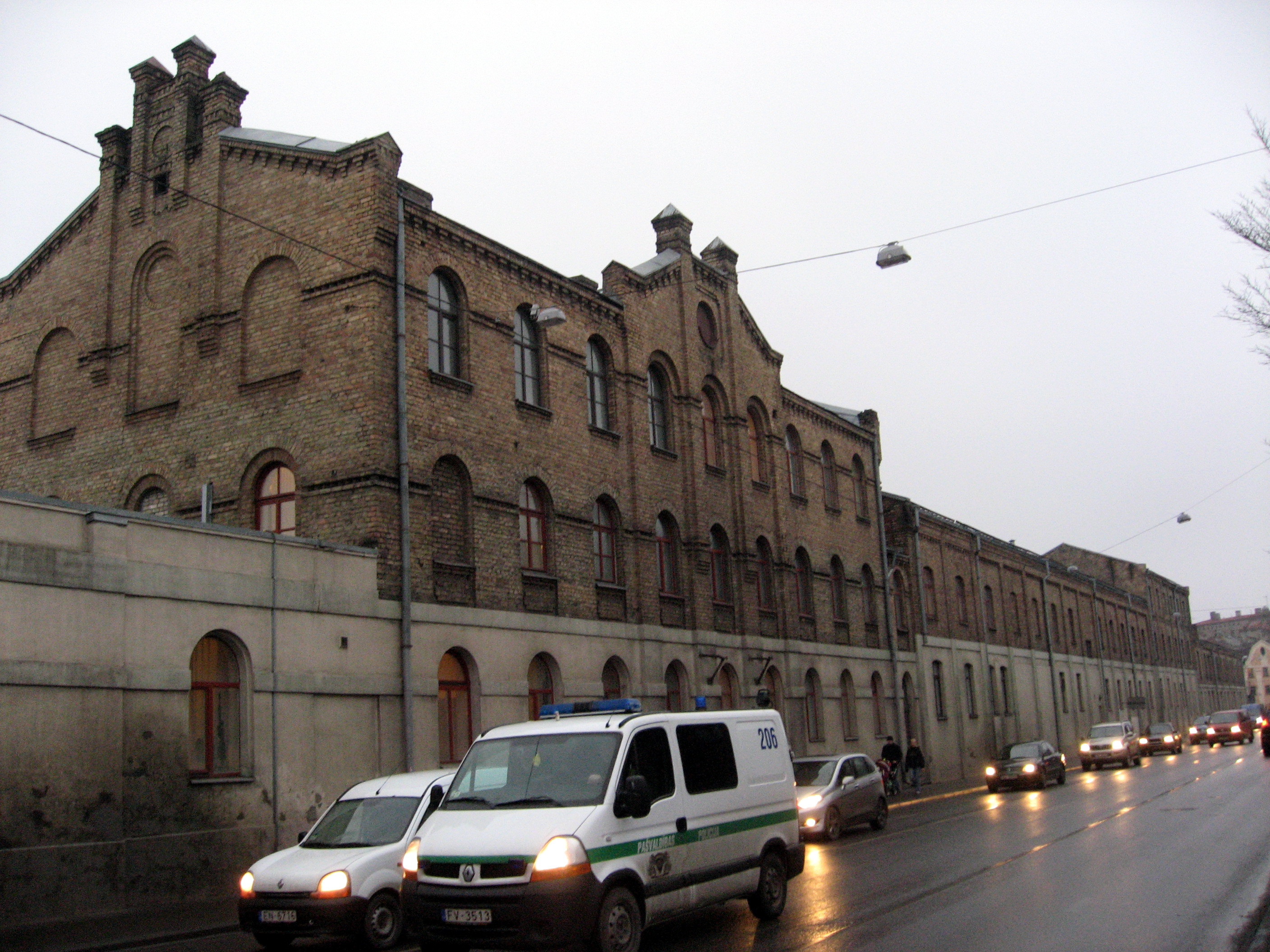
Цеха молочного комбината
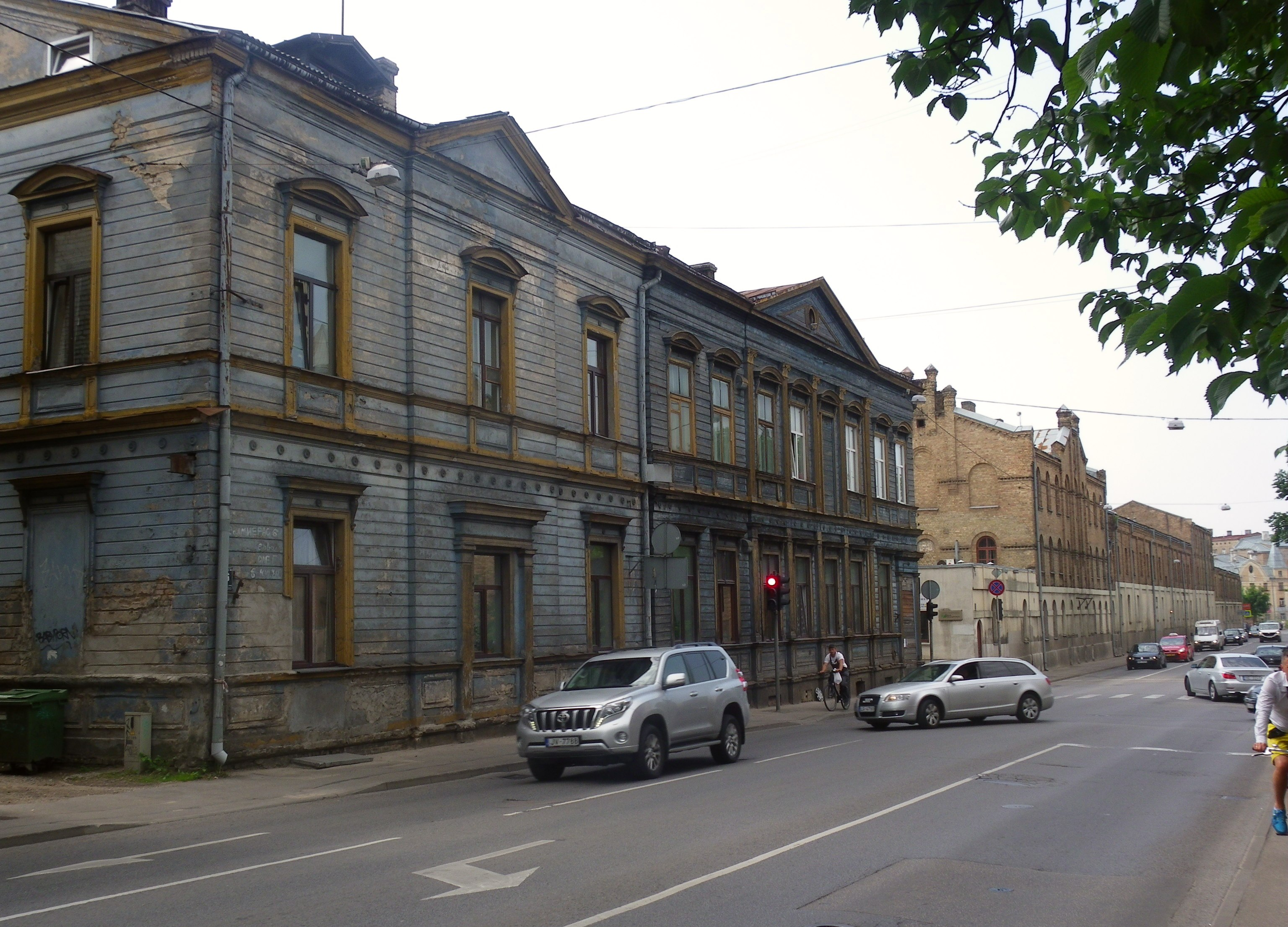
Дом № 6
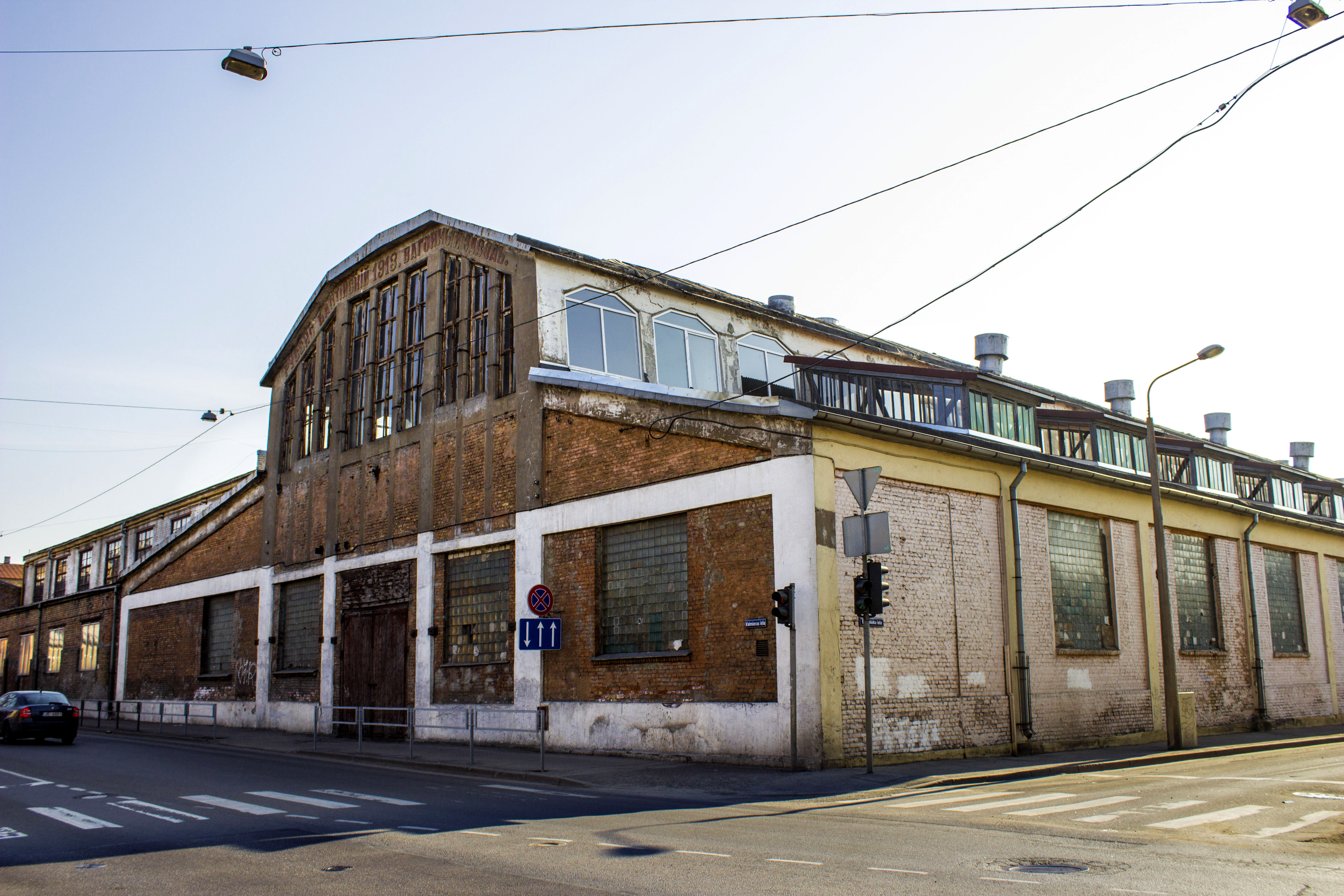
Корпус Русско-Балтийского вагонного завода с сохранившейся надписью 1913 г.
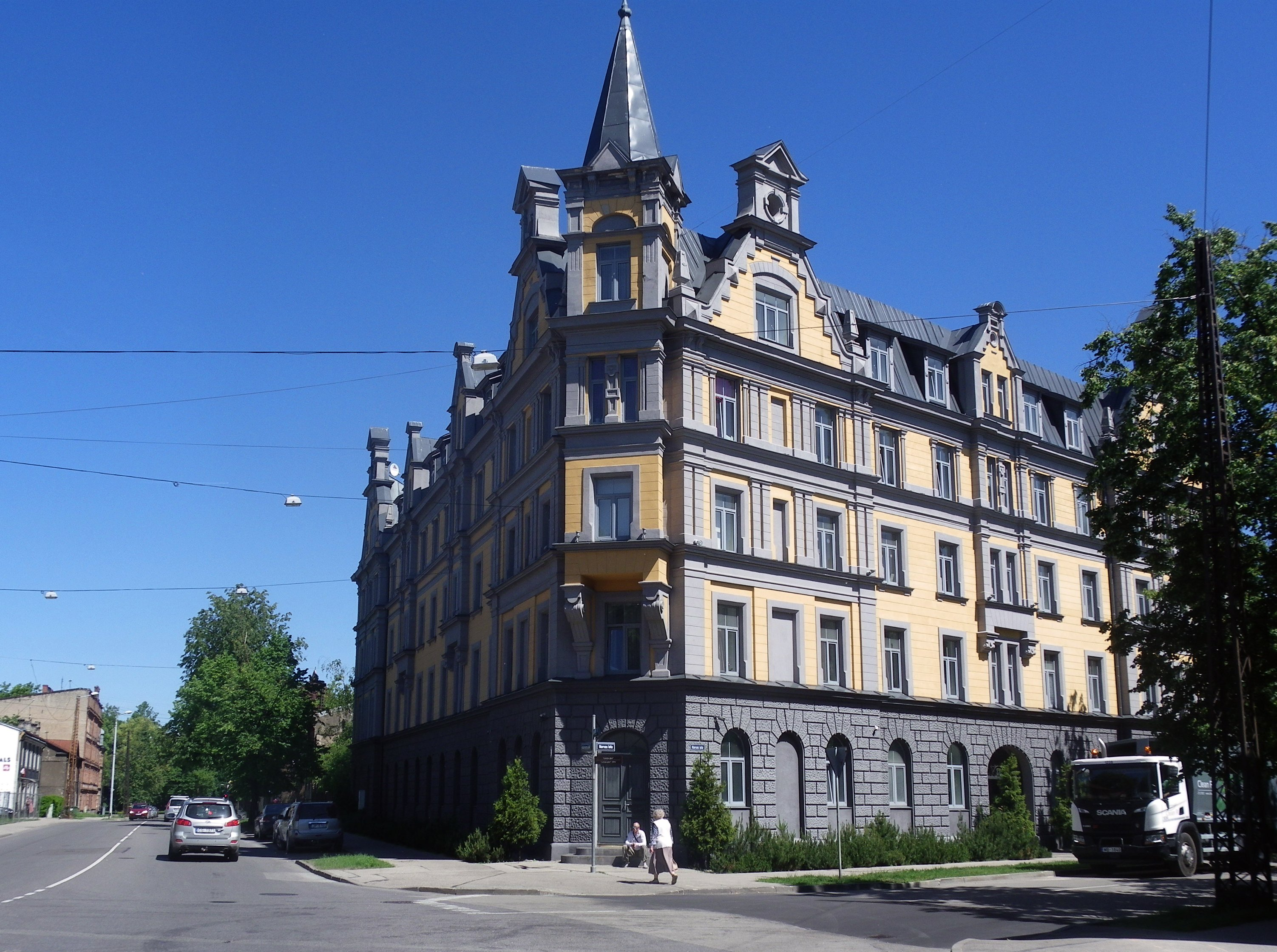
Дом № 28

## Прилегающие улицы
Улица Валмиерас пересекается со следующими улицами:
- улица Гертрудес
- улица Стабу
- улица Бруниниеку
- улица Матиса
- улица Закю
- улица Лиенес
- улица Нарвас
- улица Руйиенас
- улица Августа Деглава
- улица Таллинас
- улица Пернавас